# سيبيلا من بورغندي
سيبيلا من بورغندي (1126 - 16 سبتمبر 1150 ساليرنو) كانت ثاني ملكة على صقلية والزوجة الثانية لروجر الثاني ملك صقلية.